# E̦
Cette page contient des caractères spéciaux ou non latins. S’ils s’affichent mal (▯, ?, etc.), consultez la page d’aide Unicode.
E̦ (minuscule : e̦), appelé E virgule souscrite, est un graphème utilisé dans l’écriture du yanomamö ou dans certaines transcriptions phonétiques. Il s’agit de la lettre E diacritée d’une virgule souscrite.

## Utilisation
Le E virgule souscrite a été utilisé dans certaines transcriptions phonétiques pour représenter une voyelle mi-ouverte antérieure non arrondie [ɛ], par exemple dans la Grammaire de l’hébreu biblique de Paul Joüon de 1947.
Le E virgule souscrite est utilisé en yanomamö pour représenter une voyelle e nasalisée, certains ouvrages utilisent plutôt le E cédille ‹ Ȩ ȩ › ou le E ogonek ‹ Ę ę ›.

## Représentations informatiques
Le E virgule souscrite peut être représenté avec les caractères Unicode suivants (latin de base, diacritiques) :
| formes    | représentations | chaînes de caractères | points de code | descriptions                                            |
| --------- | --------------- | --------------------- | -------------- | ------------------------------------------------------- |
| capitale  | E̦               | E◌̦                    | U+0045 U+0326  | lettre majuscule latine e diacritique virgule souscrite |
| minuscule | e̦               | e◌̦                    | U+0065 U+0326  | lettre minuscule latine e diacritique virgule souscrite |